# Саломоне, Оресте
Оресте Саломоне (итал. Oreste Salomone; 20 сентября 1879 — 2 февраля 1918) — итальянский лётчик, участник Первой мировой войны.
24 апреля 1914 года побил рекорд высоты полёта среди итальянских пилотов, достигнув высоты 4700 метров.

## Биография
Родился в Капуе 20 сентября 1879 года, в семье Микеле Саломоне и Марии Джузеппы, урождённой Валлетта. В сентябре 1897 года был призван на службу в Королевскую армию, где его опередили в 76-й пехотный полк Неаполя. Позже Саломоне решил остаться в войсках на постоянной основе. 31 октября 1902 года поступил в Королевскую военную академию Модены, которую окончил в звании второго лейтенанта. В сентябре 1904 года был назначен в 7-й пехотный полк Кунео. В январе 1907 года Саломоне перевели в охрану военного склада в Гаэте, а в сентябре того же года он был повышен до звания лейтенанта.
С началом итало-турецкой войны сражался в Ливии, где попал в авиацию в качестве воздушного наблюдателя. В августе 1912 года получил лицензию пилота для полётов на моноплане Blériot XI. С марта 1913 года Саломоне служил в Тобруке, где провёл несколько успешных разведывательных полётов и был награждён серебряной медалью «За военную доблесть». В ноябре был направлен во Францию, чтобы освоить новые модели самолётов. 24 апреля 1914 года Саломоне побил рекорд высоты полёта среди итальянских пилотов, достигнув высоты 4700 метров.
В июле 1915 года, с вступлением Италии в Первую мировую, был определён в 8-ю разведывательную эскадрилью, где летал на истребителе Macchi-Nieuport Ni.10. 1 сентября был прикомандирован ко 2-й разведывательно-боевой эскадрилье.
18 февраля 1916 года принял участие в атаке итальянской авиации на австро-венгерские военные объекты в Любляне, в ответ на бомбардировку Милана, совершённую воздушными силами противника за несколько дней до этого. Во время авианалёта большая часть самолётов из его эскадрильи была уничтожена. Самолёт самого Саломоне получил повреждения.
Позднее стал командиром 1-й эскадрильи, которая под его руководством участвовала в бомбардировке Триеста. После битвы при Капоретто был повышен до звания майора.
Вечером 2 февраля 1918 года, возвращаясь из ночного рейда, из-за плохой видимости, вызванной туманом, его самолёт врезался в здание. Он сам, лейтенант-наблюдатель Мариано Дьяла-Годой и лётчик-сержант Антонио Порта погибли. Четвёртому члену экипажа, сержанту Сильвио Пьовезану, удалось выжить. Тело Саломоне изначально было захоронено на кладбище в Падуе. Позднее останки лётчика торжественно перезахоронили на родине в Капуе.

## Память
- В Капуе, Неаполе, Риме и Милане есть улицы, которые носят его имя;
- Аэропорт Капуи назван в его честь;
- База вооружённых сил, находящееся недалеко от Капуи, также носит имя Саломоне.